# Leiotulus secacul
Leiotulus secacul is een plantensoort uit de schermbloemenfamilie (Apiaceae). Het is een kruidachtige meerjarige plant met gele bloemschermen. De soort komt voor van Turkije tot in West-Jordanië en Iran. Hij groeit daar in struiksteppes en garrigue.

## Synoniemen
- Malabaila secacul (Mill.) Boiss.
- Pastinaca secacul (Mill.) Banks & Sol.
- Peucedanum secacul (Mill.) M.Hiroe
- Tordylium secacul Mill.